# 陳武 (政治家)
陳武（ちん ぶ、チェン・ウー、1954年11月 - ）は、中華人民共和国の官僚、政治家。広西チワン族自治区崇左市出身のチワン族。元広西チワン族自治区主席、党委副書記。現職は全国人民代表大会財政経済委員会副主任委員。

## 経歴
1954年11月、広西チワン族自治区崇左市で生まれる。文化大革命末期の1972年より南寧市の第一糧庫、西平橋大米工場で工人として労働に従事。1975年、南寧市糧食局に入局。1982年に広西大学哲学系哲学専攻を卒業。大学卒業後、広西チワン族自治区計画委員会総合処に勤務する。1998年以後、広西チワン族自治区人民政府経済体制改革委員会事務室主任、広西チワン族自治区人民政府副秘書長、弁公室副主任、秘書長、弁公室主任を歴任した。2005年、広西チワン族自治区人民政府副主席に昇格。2009年、自治区党委員会常務委員兼副主席に就任。2011年9月には同省南寧市党委書記に転任する。広西チワン族自治区党委員会は3月22日の会議で、馬彪が広西チワン族自治区党委副書記の職務を解かれ、陳武を党委副書記に任命することを決定した。広西チワン族自治区党委副書記は前任の馬彪が3月11日に中国人民政治協商会議全国委員会副主席へ異動した後、空席となっていた。2013年、広西チワン族自治区第12期人民代表大会第2回で4月19日、主席代行の陳武が広西チワン族自治区人民政府主席に選出された。2020年11月11日、中央に移り、全国人民代表大会財政経済委員会副主任委員（次官）に就任。